# Karl Wasén
Karl Fredrik Wasén, född 26 oktober 1856 i Ånimskogs församling, Älvsborgs län, död 31 december 1944 i Heda församling, Östergötlands län, var en svensk präst.

## Biografi
Karl Wasén föddes 1856 i Ånimskogs församling. Han var son till hemmansägaren Peter Hansson och Maja Kajsa Svensdotter. Wasén var student vid Fjellstedtska skolan och blev höstterminen 1884 student vid Uppsala universitet. Han avlade teologisk-filosofisk examen 7 november 1885, teoretisk teologisk examen 14 september 1889 och praktisk teologiexamen 23 maj 1890. Den 26 juni 1890 prästvigdes han och blev 25 april 1891 komminister i Rumskulla församling. Wasén blev 3 maj 1913 kyrkoherde i Svanshals församling, tillträde 1 maj 1914 och kontraktsprost i Lysings kontrakt 1 maj 1919. Han gick i pension 1 maj 1934. Wasén avled 1944 i Heda församling.
Wasén blev ledamot av Vasaorden 1927.

### Familj
Wasén gifte sig 5 december 1895 med Kristina "Stina" Sofia Ström (1878). Hon var dotter till soldaten Saumel Ström och Katarina Gustava Colliander. De fick tillsammans barnen folkskollärarinnan Stina Wasén (född 1896) som var gift med möbelfabrikören Albert Anton Hosinsky i Nyköping, småskollärarinnan Maja Wasén (född 1898) i Norrköping, småskollärarinnan Greta Wasén (född 1899) i Bergshammar, montören Hans Wasén (född 1900) i Stockholm, poliskonstapeln Karl Wasén (född 1902) i Göteborg, folkskolläraren Sven Wasén (född 1903) i Svinhult, hushållsföreståndaren Brita Wasén (född 1905) i Göteborg, sjuksköterskan Lisa Wasén (född 1906) i Uppsala, fotografen Bengt Wasén (född 1907) i Linköping, Märta Wasén (1908–1908), folkskollärarinnan Eva Wasén (född 1910), Inga Wasén (född 1911), Dag Wasén (född 1917) och Åke Wasén (född 1920).